# Governatore della Virginia
Il Governatore del Commonwealth della Virginia (in inglese: Governor of the Commonwealth of Virginia) è il capo del governo del Commonwealth della Virginia; il mandato dura quattro anni.

## Qualifiche
Per essere eleggibili occorre risiedere in Virginia per almeno cinque anni e avere 30 anni di età anagrafica.

## Poteri
- Il governatore è il comandante in capo delle forze armate dello stato della Virginia;
- Detiene il potere legislativo sufficiente per indire sessioni speciali;
- Detiene il potere di veto.

## Elenco dei governatori

### Governatori della Colonia di Roanoke (1585–c. 1590)
Il primo tentativo inglese di colonizzare l'attuale stato della Virginia fu la "Lost Colony" di Roanoke. Vennero qui fondati due diversi insediamenti sotto due differenti governatori, le cui vicende finali rimangono ad oggi ignote.
- Sir Walter Raleigh, "Signore e Governatore della Virginia" (1585–c. 1590, assente)
  - Sir Ralph Lane, Governatore di Roanoke (Virginia) (1585–1586)
  - John White, Governatore di Raleigh (Virginia) (1587-1590)

### Governatori della Virginia Company di Londra (1607–1624)
Dal 1607 al 1624, nella colonia della Virginia si avvicendarono una serie di Governatori proprietari. La gran parte di loro si faceva indicare come "Presidente del Consiglio", anche se dai proprietari locali erano già chiamati "governatori".

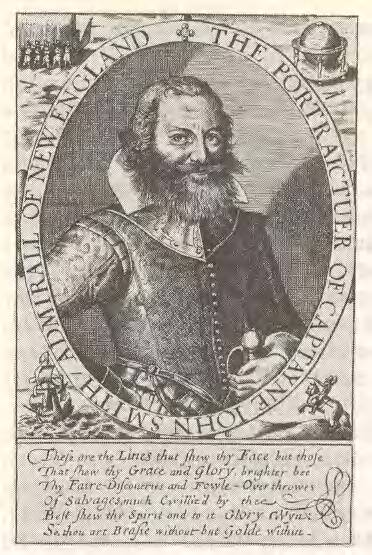
Il capitano John Smith, da una mappa da lui fatta realizzare dell'area del New England, risalente al 1614

- Presidente del Consiglio Edward Maria Wingfield (1607)
- Presidente del Consiglio John Ratcliffe (1608) (vero nome "capitano John Sicklemore"(?))
- Matthew Scrivener (1608)
- Presidente del Consiglio John Smith (1608–1609)
- Presidente del Consiglio George Percy (1609–1610)
- Governatore Thomas West, III barone De La Warr (1609–1618, talvolta assente)
  - Vice governatore Sir Thomas Gates (maggio–giugno 1610)
  - Vice governatore George Percy (marzo–maggio 1611)
  - Governatore de facto Sir Thomas Dale (maggio–agosto 1611)
  - Governatore de facto Sir Thomas Gates (1611–1613)
  - Governatore de facto Sir Thomas Dale (1613–1616)
  - Vice governatore Sir George Yeardley (1616–1617)
  - Vice governatore Sir Samuel Argall (1617–1619)
- Governatore Sir George Yeardley (1619–1621)
- Governatore Sir Francis Wyatt (1621–1624)

### Governatori della corona (1624–1652)
Dopo che la Virginia Company di Londra ebbe perso i propri diritti di proprietà sui territori americani nel 1624, la colonia passò nelle mani della corona inglese e divenne una colonia della corona. I governatori della Virginia vennero pertanto nominati dal monarca regnante con l'incarico di perseguire gli interessi della corona britannica. Durante il periodo dell'interregno (1649–1660), quando l'Inghilterra passò sotto il governo del Commonwealth prima e sotto il protettorato di Oliver e Richard Cromwell poi, furono questi a nominare i governatori della Virginia. William Berkeley, che era governatore all'epoca dell'esecuzione di re Carlo I d'Inghilterra, rimase in carica sino all'arrivo della flotta del Commonwealth nel 1651 che dispose la sua rimozione. Berkeley tornò in auge poi grazie ai voti dell'assemblea della Virginia e per nomina del restaurato re Carlo II d'Inghilterra nel 1660.
- Governatore Sir Francis Wyatt (1624–1626)
- Governatore Sir George Yeardley (1626–1627)
- Governatore de facto Francis West (1627–1629)
- Governatore Sir John Harvey (1628–1639)
  - Governatore de facto John Pott (1629–1630)
  - Governatore de facto John West (1635–1636)
  - Governatore de facto col. George Reade (1638-1639)
- Governatore Sir Francis Wyatt (1639–1642)
- Governatore Sir William Berkeley (1642–1652)
  - Governatore de facto Sir Richard Kemp (1644–1645)

### Governatori del Commonwealth e del Protettorato (1652–1660)
- Governatore Richard Bennett (1652–1655)
- Governatore Edward Digges (1655–1658)
- Governatore Samuel Mathews (1658–1660)
- Governatore Sir William Berkeley (1660)

### Governatori della corona (1660–1775)
- Governatore Sir William Berkeley (1660–1677)
  - Vice Governatore Francis Morryson (1661–1662)
- Governatore Sir Herbert Jeffries (1677–1678)
- Governatore Thomas Culpeper, II barone Culpeper di Thoresway (1677–1683)
  - Vice Governatore Sir Henry Chicheley (1678–1680)
- Governatore de facto col. Nicholas Spencer (settembre 1683 – aprile 1684)[1][2]
- Governatore Francis Howard, V barone Howard di Effingham (1684–1692, assente dal 1688)
  - Gen. Joseph Bridger (1684)
  - Presidente del Consiglio Nathaniel Bacon (1688–1690)
  - Vice governatore Francis Nicholson (1690–1692)
- Governatore Sir Edmund Andros (1692–1698)
- Governatore George Hamilton, I conte di Orkney (1698–1737, assente)
  - Vice governatore Francis Nicholson (1698–1705)
  - Vice governatore col. Edward Nott (1705–1706)
  - Governatore de facto Edmund Jenings (1706–1710)
  - Vice governatore gen. Robert Hunter (1707, catturato sulla via del mare e mai entrato in servizio)
  - Vice governatore ten. col. Alexander Spotswood (1710–1722)
  - Vice governatore col. Hugh Drysdale (1722–1726)
  - Presidente del Consiglio Robert "King" Carter (1726 – settembre 1727)[3]
  - Vice governatore Sir William Gooch, I baronetto (1727–1740)
- Governor Willem Anne van Keppel, II conte di Albemarle (1737–1754, assente)
  - Governatore de facto James Blair (1740–1741) (in nome del vice governatore Gooch mentre questo si trovava impegnato al di fuori della colonia)
  - Vice governatore Sir William Gooch, I baronetto (1741–1749)
  - Governatore de facto Thomas Lee (1749–1750)
  - Governatore de facto Lewis Burwell I/II (1750–1751)[4]
  - Vice governatore Robert Dinwiddie (1751–1756)
- Governatore John Campbell, IV conte di Loudoun, (1756–1759)
  - Vice governatore Robert Dinwiddie (1756 – gennaio 1758)
  - Vice governatore Francis Fauquier (1758–1768)
- Governatore Jeffery Amherst (1759–1768, assente)
  - Governatore de facto John Blair, Sr. (1768)
- Governatore Norborne Berkeley, barone di Botetourt (1768–1770)
- Governatore de facto William Nelson (1770–1771)
- Governatore John Murray, IV conte di Dunmore (1771 – giugno 1775)

### Governatori della Virginia dall'istituzione degli Stati Uniti (dal 1776)
Democratico (40) 
  Repubblicano (10) 
| #  | Foto | Nome                        | Mandato           | Mandato           | Partito                  |
| #  | Foto | Nome                        | Inizio            | Termine           | Partito                  |
| -- | ---- | --------------------------- | ----------------- | ----------------- | ------------------------ |
| 1  |      | Patrick Henry               | 5 luglio 1776     | 1º giugno 1779    | Nessuno                  |
| 2  |      | Thomas Jefferson            | 1º giugno 1779    | 3 giugno 1781     | Nessuno                  |
| 3  |      | William Fleming             | 3 giugno 1781     | 12 giugno 1781    | Nessuno                  |
| 4  |      | Thomas Nelson, Jr.          | 12 giugno 1781    | 22 novembre 1781  | Nessuno                  |
|    |      | David Jameson               | 22 novembre 1781  | 1º dicembre 1781  | Nessuno                  |
| 5  |      | Benjamin Harrison V         | 1º dicembre 1781  | 1º dicembre 1784  | Nessuno                  |
| 6  |      | Patrick Henry               | 1º dicembre 1784  | 1º dicembre 1786  | Nessuno                  |
| 7  |      | Edmund Randolph             | 1º dicembre 1786  | 1º dicembre 1788  | Nessuno                  |
| 8  |      | Beverley Randolph           | 1º dicembre 1788  | 1º dicembre 1791  | Nessuno                  |
| 9  |      | Henry Lee III               | 1º dicembre 1791  | 1º dicembre 1794  | Federalista              |
| 10 |      | Robert Brooke               | 1º dicembre 1794  | 1º dicembre 1796  | Democratico-Repubblicano |
| 11 |      | James Wood                  | 1º dicembre 1796  | 1º dicembre 1799  | Democratico-Repubblicano |
|    |      | Hardin Burnley              | 7 dicembre 1799   | 11 dicembre 1799  |                          |
|    |      | John Pendleton, Jr.         | 11 dicembre 1799  | 19 dicembre 1799  |                          |
| 12 |      | James Monroe                | 19 dicembre 1799  | 1º dicembre 1802  | Democratico-Repubblicano |
| 13 |      | John Page                   | 1º dicembre 1802  | 7 dicembre 1805   | Democratico-Repubblicano |
| 14 |      | William H. Cabell           | 7 dicembre 1805   | 1º dicembre 1808  | Democratico-Repubblicano |
| 15 |      | John Tyler, Sr.             | 1º dicembre 1808  | 15 gennaio 1811   | Democratico-Repubblicano |
|    |      | George William Smith        | 15 gennaio 1811   | 19 gennaio 1811   | Democratico-Repubblicano |
| 16 |      | James Monroe                | 19 gennaio 1811   | 3 aprile 1811     | Democratico-Repubblicano |
| 17 |      | George William Smith        | 3 aprile 1811     | 26 dicembre 1811  | Democratico-Repubblicano |
|    |      | Peyton Randolph             | 27 dicembre 1811  | 3 gennaio 1812    | Democratico-Repubblicano |
| 18 |      | James Barbour               | 3 gennaio 1812    | 1º dicembre 1814  | Democratico-Repubblicano |
| 19 |      | Wilson Cary Nicholas        | 1º dicembre 1814  | 1º dicembre 1816  | Democratico-Repubblicano |
| 20 |      | James Patton Preston        | 1º dicembre 1816  | 1º dicembre 1819  | Democratico-Repubblicano |
| 21 |      | Thomas Mann Randolph Junior | 1º dicembre 1819  | 1º dicembre 1822  | Democratico-Repubblicano |
| 22 |      | James Pleasants             | 1º dicembre 1822  | 10 dicembre 1825  | Democratico-Repubblicano |
| 23 |      | John Tyler                  | 10 dicembre 1825  | 4 marzo 1827      | Democratico-Repubblicano |
| 24 |      | William Branch Giles        | 4 marzo 1827      | 4 marzo 1830      | Democratico              |
| 25 |      | John Floyd                  | 4 marzo 1830      | 31 marzo 1834     | Democratico              |
| 26 |      | Littleton Waller Tazewell   | 31 marzo 1834     | 30 aprile 1836    | Whig                     |
|    |      | Wyndham Robertson           | 30 aprile 1836    | 31 marzo 1837     | Whig                     |
| 27 |      | David Campbell              | 31 marzo 1837     | 31 marzo 1840     | Democratico              |
| 28 |      | Thomas Walker Gilmer        | 31 marzo 1840     | 20 marzo 1841     | Whig                     |
|    |      | John M. Patton              | 20 marzo 1841     | 31 marzo 1841     | Whig                     |
|    |      | John Rutherford             | 31 marzo 1841     | 31 marzo 1842     | Whig                     |
|    |      | John Munford Gregory        | 31 marzo 1842     | 1º gennaio 1843   | Whig                     |
| 29 |      | James McDowell              | 1º gennaio 1843   | 1º gennaio 1846   | Democratico              |
| 30 |      | William Smith               | 1º gennaio 1846   | 1º gennaio 1849   | Democratico              |
| 31 |      | John B. Floyd               | 1º gennaio 1849   | 16 gennaio 1852   | Democratico              |
| 32 |      | Joseph Johnson              | 16 gennaio 1852   | 1º gennaio 1856   | Democratico              |
| 33 |      | Henry A. Wise               | 1º gennaio 1856   | 1º gennaio 1860   | Democratico              |
| 34 |      | John Letcher                | 1º gennaio 1860   | 1º gennaio 1864   | Democratico              |
| 35 |      | William Smith               | 1º gennaio 1864   | 9 maggio 1865     | Democratico              |
|    |      | Francis Harrison Pierpont   | 9 maggio 1865     | 4 aprile 1868     | Repubblicano             |
|    |      | Henry H. Wells              | 4 aprile 1868     | 21 settembre 1869 | Repubblicano             |
| 36 |      | Gilbert Carlton Walker      | 21 settembre 1869 | 1º gennaio 1874   | Repubblicano             |
| 37 |      | James L. Kemper             | 1º gennaio 1874   | 1º gennaio 1878   | Democratico              |
| 38 |      | Frederick W. M. Holliday    | 1º gennaio 1878   | 1º gennaio 1882   | Democratico              |
| 39 |      | William E. Cameron          | 1º gennaio 1882   | 1º gennaio 1886   | Partito Re-regolatore    |
| 40 |      | Fitzhugh Lee                | 1º gennaio 1886   | 1º gennaio 1890   | Democratico              |
| 41 |      | Philip W. McKinney          | 1º gennaio 1890   | 1º gennaio 1894   | Democratico              |
| 42 |      | Charles Triplett O'Ferrall  | 1º gennaio 1894   | 1º gennaio 1898   | Democratico              |
| 43 |      | James Hoge Tyler            | 1º gennaio 1898   | 1º gennaio 1902   | Democratico              |
| 44 |      | Andrew Jackson Montague     | 1º gennaio 1902   | 1º febbraio 1906  | Democratico              |
| 45 |      | Claude A. Swanson           | 1º febbraio 1906  | 10 febbraio 1910  | Democratico              |
| 46 |      | William Hodges Mann         | 10 febbraio 1910  | 1º febbraio 1914  | Democratico              |
| 47 |      | Henry Carter Stuart         | 1º febbraio 1914  | 1º febbraio 1918  | Democratico              |
| 48 |      | Westmoreland Davis          | 1º febbraio 1918  | 1º febbraio 1922  | Democratico              |
| 49 |      | Elbert Lee Trinkle          | 1º febbraio 1922  | 1º febbraio 1926  | Democratico              |
| 50 |      | Harry F. Byrd               | 1º febbraio 1926  | 15 gennaio 1930   | Democratico              |
| 51 |      | John Garland Pollard        | 15 gennaio 1930   | 17 gennaio 1934   | Democratico              |
| 52 |      | George C. Peery             | 17 gennaio 1934   | 15 gennaio 1938   | Democratico              |
| 53 |      | James H. Price              | 15 gennaio 1938   | 21 gennaio 1942   | Democratico              |
| 54 |      | Colgate Darden              | 21 gennaio 1942   | 16 gennaio 1946   | Democratico              |
| 55 |      | William M. Tuck             | 16 gennaio 1946   | 18 gennaio 1950   | Democratico              |
| 56 |      | John Stewart Battle         | 18 gennaio 1950   | 20 gennaio 1954   | Democratico              |
| 57 |      | Thomas Bahnson Stanley      | 20 gennaio 1954   | 11 gennaio 1958   | Democratico              |
| 58 |      | James Lindsay Almond, Jr.   | 11 gennaio 1958   | 13 gennaio 1962   | Democratico              |
| 59 |      | Albertis S. Harrison, Jr.   | 13 gennaio 1962   | 15 gennaio 1966   | Democratico              |
| 60 |      | E. Mills Godwin, Jr.        | 15 gennaio 1966   | 17 gennaio 1970   | Democratico              |
| 61 |      | A. Linwood Holton, Jr.      | 17 gennaio 1970   | 12 gennaio 1974   | Repubblicano             |
| 62 |      | E. Mills Godwin, Jr.        | 12 gennaio 1974   | 14 gennaio 1978   | Repubblicano             |
| 63 |      | John Nichols Dalton         | 14 gennaio 1978   | 16 gennaio 1982   | Repubblicano             |
| 64 |      | Chuck Robb                  | 16 gennaio 1982   | 18 gennaio 1986   | Democratico              |
| 65 |      | Gerald L. Baliles           | 18 gennaio 1986   | 14 gennaio 1990   | Democratico              |
| 66 |      | Douglas Wilder              | 14 gennaio 1990   | 15 gennaio 1994   | Democratico              |
| 67 |      | George Allen                | 15 gennaio 1994   | 17 gennaio 1998   | Repubblicano             |
| 68 |      | Jim Gilmore                 | 17 gennaio 1998   | 12 gennaio 2002   | Repubblicano             |
| 69 |      | Mark Warner                 | 12 gennaio 2002   | 14 gennaio 2006   | Democratico              |
| 70 |      | Tim Kaine                   | 14 gennaio 2006   | 16 gennaio 2010   | Democratico              |
| 71 |      | Bob McDonnell               | 16 gennaio 2010   | 11 gennaio 2014   | Repubblicano             |
| 72 |      | Terry McAuliffe             | 11 gennaio 2014   | 13 gennaio 2018   | Democratico              |
| 73 |      | Ralph Northam               | 13 gennaio 2018   | 15 gennaio 2022   | Democratico              |
| 74 |      | Glenn Youngkin              | 15 gennaio 2022   | in carica         | Repubblicano             |